# Strażnica WOP Żegiestów
Strażnica WOP Żegiestów – podstawowy pododdział graniczny Wojsk Ochrony Pogranicza pełniący służbę ochronną na granicy polsko-czechosłowackiej.

## Formowanie i zmiany organizacyjne
Strażnica została sformowana w 1945 w strukturze 40 komendy odcinka jako 182 strażnica WOP (Żegiestów) o stanie 56 żołnierzy. Kierownictwo strażnicy stanowili: komendant strażnicy, zastępca komendanta do spraw polityczno-wychowawczych i zastępca do spraw zwiadu. Strażnica składała się z dwóch drużyn strzeleckich, drużyny fizylierów, drużyny łączności i gospodarczej. Etat przewidywał także instruktora do tresury psów służbowych oraz instruktora sanitarnego.
W związku z reorganizacją oddziałów WOP w 1948, strażnica podporządkowana została dowódcy 49 batalionu OP.
Od 15 marca 1954 wprowadzono nową numerację strażnic, a strażnica WOP Żegiestów II kategorii otrzymała nr 185.

## Ochrona granicy
Strażnice sąsiednie:
181 strażnica WOP Muszyna ⇔ 183 strażnica WOP Piwniczna – 1946